# Temporada de tennis 2019
Selecció dels principals esdeveniments tennístics de l'any 2019 en categoria masculina, femenina i per equips.

## Federació Internacional de Tennis

### Grand Slams
Open d'Austràlia
| Categoria          | Campions/es                         | Finalistes                      | Resultat         |
| ------------------ | ----------------------------------- | ------------------------------- | ---------------- |
| Individual masculí | Novak Đoković                       | Rafael Nadal                    | 6−3, 6−2, 6−3    |
| Individual femení  | Naomi Osaka                         | Petra Kvitová                   | 7−6(2), 5−7, 6−4 |
| Dobles masculins   | Pierre-Hugues Herbert Nicolas Mahut | Henri Kontinen John Peers       | 6−4, 7−6(1)      |
| Dobles femenins    | Samantha Stosur Zhang Shuai         | Tímea Babos Kristina Mladenovic | 6−3, 6−4         |
| Dobles mixts       | Barbora Krejčíková Rajeev Ram       | Astra Sharma John-Patrick Smith | 7−6(3), 6−1      |

Roland Garros
| Categoria          | Campions/es                     | Finalistes                    | Resultat           |
| ------------------ | ------------------------------- | ----------------------------- | ------------------ |
| Individual masculí | Rafael Nadal                    | Dominic Thiem                 | 6−3, 5−7, 6−1, 6−1 |
| Individual femení  | Ashleigh Barty                  | Markéta Vondroušová           | 6−1, 6−3           |
| Dobles masculins   | Kevin Krawietz Andreas Mies     | Jérémy Chardy Fabrice Martin  | 6−2, 7−6(3)        |
| Dobles femenins    | Tímea Babos Kristina Mladenovic | Duan Yingying Zheng Saisai    | 6−2, 6−3           |
| Dobles mixts       | Latisha Chan Ivan Dodig         | Gabriela Dabrowski Mate Pavić | 6−1, 7−6(5)        |

Wimbledon
| Categoria          | Campions/es                       | Finalistes                           | Resultat                            |
| ------------------ | --------------------------------- | ------------------------------------ | ----------------------------------- |
| Individual masculí | Novak Đoković                     | Roger Federer                        | 7−6(5), 1−6, 7−6(4), 4−6, 13−12(3)  |
| Individual femení  | Simona Halep                      | Serena Williams                      | 6−2, 6−2                            |
| Dobles masculins   | Juan Sebastián Cabal Robert Farah | Nicolas Mahut Édouard Roger-Vasselin | 6−7(5), 7−6(5), 7−6(6), 6−7(5), 6−3 |
| Dobles femenins    | Hsieh Su-wei Barbora Strýcová     | Gabriela Dabrowski Xu Yifan          | 6−2, 6−4                            |
| Dobles mixts       | Latisha Chan Ivan Dodig           | Jeļena Ostapenko Robert Lindstedt    | 6−2, 6−3                            |

US Open
| Categoria          | Campions/es                        | Finalistes                         | Resultat                |
| ------------------ | ---------------------------------- | ---------------------------------- | ----------------------- |
| Individual masculí | Rafael Nadal                       | Daniil Medvedev                    | 7−5, 6−3, 5−7, 4−6, 6−4 |
| Individual femení  | Bianca Andreescu                   | Serena Williams                    | 6−3, 7−5                |
| Dobles masculins   | Juan Sebastián Cabal Robert Farah  | Marcel Granollers Horacio Zeballos | 6−4, 7−5                |
| Dobles femenins    | Elise Mertens Arina Sabalenka      | Viktória Azàrenka Ashleigh Barty   | 7−5, 7−5                |
| Dobles mixts       | Bethanie Mattek-Sands Jamie Murray | Chan Hao-ching Michael Venus       | 6−2, 6−3                |

### Copa Davis

#### Fase de grups
| Grup | Primer     | Primer | Primer | Primer | Segon        | Segon | Segon | Segon | Tercer        | Tercer | Tercer | Tercer |
| Grup | País       | E      | P      | S      | País         | E     | P     | S     | País          | E      | P      | S      |
| ---- | ---------- | ------ | ------ | ------ | ------------ | ----- | ----- | ----- | ------------- | ------ | ------ | ------ |
| A    | Sèrbia     | 2−0    | 5−1    | 10−2   | França       | 1−1   | 3−3   | 6−7   | Japó          | 0−2    | 1−5    | 3−10   |
| B    | Espanya    | 2−0    | 5−1    | 11−2   | Rússia       | 1−1   | 4−2   | 8−6   | Croàcia       | 0−2    | 0−6    | 1−12   |
| C    | Alemanya   | 2−0    | 5−1    | 11−4   | Argentina    | 1−1   | 3−3   | 8−6   | Xile          | 0−2    | 1−5    | 2−11   |
| D    | Austràlia  | 2−0    | 5−1    | 10−3   | Bèlgica      | 1−1   | 3−3   | 7−7   | Colòmbia      | 0−2    | 1−5    | 4−11   |
| E    | Regne Unit | 2−0    | 4−2    | 10−5   | Kazakhstan   | 1−1   | 3−3   | 7−7   | Països Baixos | 0−2    | 2−4    | 5−10   |
| F    | Canadà     | 2−0    | 4−2    | 9−5    | Estats Units | 1−1   | 3−3   | 7−8   | Itàlia        | 0−2    | 2−4    | 7−10   |

#### Fase final
|  | Quarts de final 21 - 22 de novembre             | Quarts de final 21 - 22 de novembre    | Quarts de final 21 - 22 de novembre |                                        |            | Semifinals 23 de novembre | Semifinals 23 de novembre              | Semifinals 23 de novembre |  |    | Final 24 de novembre | Final 24 de novembre | Final 24 de novembre |
|  |                                                 |                                        |                                     |                                        |            |                           |                                        |                           |  |    |                      |                      |                      |
|  | 22 de novembre, Estadio Manolo Santana          |                                        |                                     |                                        |            |                           |                                        |                           |  |    |                      |                      |                      |
|  | 8                                               | Sèrbia                                 | 1                                   |                                        |            |                           |                                        |                           |  |    |                      |                      |                      |
|  | 8                                               | Sèrbia                                 | 1                                   | 23 de novembre, Estadio Manolo Santana |            |                           |                                        |                           |  |    |                      |                      |                      |
|  | 17                                              | Rússia                                 | 2                                   |                                        |            |                           |                                        |                           |  |    |                      |                      |                      |
|  | 17                                              | Rússia                                 | 2                                   |                                        | 17         | Rússia                    | 1                                      |                           |  |    |                      |                      |                      |
|  | 21 de novembre, Estadio Manolo Santana          |                                        |                                     |                                        | 17         | Rússia                    | 1                                      |                           |  |    |                      |                      |                      |
|  |                                                 | 13                                     | Canadà                              | 2                                      |            |                           |                                        |                           |  |    |                      |                      |                      |
|  | 9                                               | 13                                     | Canadà                              | 2                                      | Austràlia  | 1                         |                                        |                           |  |    |                      |                      |                      |
|  | 9                                               |                                        |                                     |                                        | Austràlia  | 1                         | 24 de novembre, Estadio Manolo Santana |                           |  |    |                      |                      |                      |
|  | 13                                              | Canadà                                 | 2                                   |                                        |            |                           |                                        |                           |  |    |                      |                      |                      |
|  | 13                                              | Canadà                                 | 2                                   |                                        |            |                           |                                        |                           |  | 13 | Canadà               | 0                    |                      |
|  | 22 de novembre, Estadio Arantxa Sánchez Vicario |                                        |                                     |                                        |            |                           |                                        |                           |  | 13 | Canadà               | 0                    |                      |
|  |                                                 | 7                                      | Espanya                             | 2                                      |            |                           |                                        |                           |  |    |                      |                      |                      |
|  | 5                                               | 7                                      | Espanya                             | 2                                      | Regne Unit | 2                         |                                        |                           |  |    |                      |                      |                      |
|  | 5                                               | 23 de novembre, Estadio Manolo Santana |                                     |                                        | Regne Unit | 2                         |                                        |                           |  |    |                      |                      |                      |
|  | 11                                              | Alemanya                               | 0                                   |                                        |            |                           |                                        |                           |  |    |                      |                      |                      |
|  | 11                                              | Alemanya                               | 0                                   |                                        | 5          | Regne Unit                | 1                                      |                           |  |    |                      |                      |                      |
|  | 22 de novembre, Estadio Manolo Santana          |                                        |                                     |                                        | 5          | Regne Unit                | 1                                      |                           |  |    |                      |                      |                      |
|  |                                                 | 7                                      | Espanya                             | 2                                      |            |                           |                                        |                           |  |    |                      |                      |                      |
|  | 3                                               | 7                                      | Espanya                             | 2                                      | Argentina  | 1                         |                                        |                           |  |    |                      |                      |                      |
|  | 3                                               |                                        |                                     |                                        | Argentina  | 1                         |                                        |                           |  |    |                      |                      |                      |
|  | 7                                               | Espanya                                | 2                                   |                                        |            |                           |                                        |                           |  |    |                      |                      |                      |

#### Final
| · Canadà · 0 | Estadio Manolo Santana 24 de novembre de 2019 Dura interior | Estadio Manolo Santana 24 de novembre de 2019 Dura interior           | · Espanya · 2 |     |   |             |
| \| \| \| \| 1 \| 2 \| 3 \| \| \| - \| ---------------- \| --------------------------------------------------------------------- \| ---- \| --- \| - \| ----------- \| \| 1 \| Canadà · Espanya \| Félix Auger-Aliassime Roberto Bautista Agut \| 63 7 \| 3 6 \| \| \| \| 2 \| Canadà · Espanya \| Denis Shapovalov Rafael Nadal \| 3 6 \| 67 \| \| \| \| 3 \| Canadà · Espanya \| Vasek Pospisil / Denis Shapovalov Marcel Granollers / Feliciano López \| \| \| \| no disputat \| |                                                             |                                                                       |               |     |   |             |
| |                                                             |                                                                       | 1             | 2   | 3 |             |
| 1 | Canadà · Espanya                                            | Félix Auger-Aliassime Roberto Bautista Agut                           | 63 7          | 3 6 |   |             |
| 2 | Canadà · Espanya                                            | Denis Shapovalov Rafael Nadal                                         | 3 6           | 67  |   |             |
| 3 | Canadà · Espanya                                            | Vasek Pospisil / Denis Shapovalov Marcel Granollers / Feliciano López |               |     |   | no disputat |

| Copa Davis 2019      |
| -------------------- |
| Espanya · Sisè títol |

### Copa Federació

#### Quadre
|  | Primera ronda 9 - 10 de febrer           | Primera ronda 9 - 10 de febrer | Primera ronda 9 - 10 de febrer |                                       |         | Semifinals 20 - 21 d'abril | Semifinals 20 - 21 d'abril | Semifinals 20 - 21 d'abril |   |  | Final 9 - 10 de novembre | Final 9 - 10 de novembre | Final 9 - 10 de novembre |
|  |                                          |                                |                                |                                       |         |                            |                            |                            |   |  |                          |                          |                          |
|  | Ostrava, República Txeca (dura interior) |                                |                                |                                       |         |                            |                            |                            |   |  |                          |                          |                          |
|  | 1                                        | Txèquia                        | 2                              |                                       |         |                            |                            |                            |   |  |                          |                          |                          |
|  | 1                                        | Txèquia                        | 2                              | Rouen, França (terra batuda interior) |         |                            |                            |                            |   |  |                          |                          |                          |
|  |                                          | Romania                        | 3                              |                                       |         |                            |                            |                            |   |  |                          |                          |                          |
|  |                                          | Romania                        | 3                              |                                       | Romania | 2                          |                            |                            |   |  |                          |                          |                          |
|  | Lieja, Bèlgica (dura interior)           |                                |                                |                                       | Romania | 2                          |                            |                            |   |  |                          |                          |                          |
|  |                                          | 4                              | França                         | 3                                     |         |                            |                            |                            |   |  |                          |                          |                          |
|  | 4                                        | 4                              | França                         | 3                                     | França  | 3                          |                            |                            |   |  |                          |                          |                          |
|  | 4                                        |                                |                                |                                       | França  | 3                          | Perth, Austràlia (dura)    |                            |   |  |                          |                          |                          |
|  |                                          | Bèlgica                        | 1                              |                                       |         |                            |                            |                            |   |  |                          |                          |                          |
|  |                                          |                                |                                |                                       |         |                            | 4                          | França                     | 3 |  |                          |                          |                          |
|  | Braunschweig, Alemanya (dura interior)   |                                |                                |                                       |         |                            | 4                          | França                     | 3 |  |                          |                          |                          |
|  |                                          |                                | Austràlia                      | 2                                     |         |                            |                            |                            |   |  |                          |                          |                          |
|  |                                          | Alemanya                       | Austràlia                      | 2                                     | 0       |                            |                            |                            |   |  |                          |                          |                          |
|  |                                          | Alemanya                       | Brisbane, Austràlia (dura)     |                                       | 0       |                            |                            |                            |   |  |                          |                          |                          |
|  | 3                                        | Belarús                        | 4                              |                                       |         |                            |                            |                            |   |  |                          |                          |                          |
|  | 3                                        | Belarús                        | 4                              |                                       | 3       | Belarús                    | 2                          |                            |   |  |                          |                          |                          |
|  | Asheville, Estats Units (dura interior)  |                                |                                |                                       | 3       | Belarús                    | 2                          |                            |   |  |                          |                          |                          |
|  |                                          |                                | Austràlia                      | 3                                     |         |                            |                            |                            |   |  |                          |                          |                          |
|  |                                          | Austràlia                      | Austràlia                      | 3                                     | 3       |                            |                            |                            |   |  |                          |                          |                          |
|  |                                          | Austràlia                      |                                |                                       | 3       |                            |                            |                            |   |  |                          |                          |                          |
|  | 2                                        | Estats Units                   | 2                              |                                       |         |                            |                            |                            |   |  |                          |                          |                          |

#### Final
| · Austràlia · 2 | RAC Arena, Perth, Austràlia 9 - 10 de novembre de 2019 Dura | RAC Arena, Perth, Austràlia 9 - 10 de novembre de 2019 Dura            | · França · 3 |     |      |  |
| \| \| \| \| 1 \| 2 \| 3 \| \| \| - \| ------------------ \| ---------------------------------------------------------------------- \| --- \| --- \| ---- \| \| \| 1 \| Austràlia · França \| Ajla Tomljanović Kristina Mladenovic \| 1 6 \| 1 6 \| \| \| \| 2 \| Austràlia · França \| Ashleigh Barty Caroline Garcia \| 6 0 \| 6 0 \| \| \| \| 3 \| Austràlia · França \| Ashleigh Barty Kristina Mladenovic \| 6 2 \| 4 6 \| 6¹ 7 \| \| \| 4 \| Austràlia · França \| Ajla Tomljanović Caroline Garcia \| 6 4 \| 7 5 \| \| \| \| 5 \| Austràlia · França \| Ashleigh Barty / Samantha Stosur Caroline Garcia / Kristina Mladenovic \| 4 6 \| 3 6 \| \| \| |                                                             |                                                                        |              |     |      |  |
| |                                                             |                                                                        | 1            | 2   | 3    |  |
| 1 | Austràlia · França                                          | Ajla Tomljanović Kristina Mladenovic                                   | 1 6          | 1 6 |      |  |
| 2 | Austràlia · França                                          | Ashleigh Barty Caroline Garcia                                         | 6 0          | 6 0 |      |  |
| 3 | Austràlia · França                                          | Ashleigh Barty Kristina Mladenovic                                     | 6 2          | 4 6 | 6¹ 7 |  |
| 4 | Austràlia · França                                          | Ajla Tomljanović Caroline Garcia                                       | 6 4          | 7 5 |      |  |
| 5 | Austràlia · França                                          | Ashleigh Barty / Samantha Stosur Caroline Garcia / Kristina Mladenovic | 4 6          | 3 6 |      |  |

| Copa Federació 2019   |
| --------------------- |
| França · Tercer títol |

### Copa Hopman
Grup A
| CS | País      | Alemanya | Austràlia | França | Espanya | V − D | Partits | Sets    | Jocs     | Pos. |
| 1  | Alemanya  |          | 2−1       | 2−1    | 3−0     | 3 − 0 | 7 − 2   | 14 − 8  | 108 − 88 | 1    |
| 4  | Austràlia | 1−2      |           | 2−1    | 2−1     | 2 − 1 | 5 − 4   | 10 − 10 | 91 − 88  | 2    |
| 6  | França    | 1−2      | 1−2       |        | 1−2     | 0 − 3 | 3 − 6   | 10 − 12 | 92 − 106 | 4    |
| 7  | Espanya   | 0−3      | 1−2       | 2−1    |         | 1 − 2 | 3 − 6   | 9 − 13  | 94 − 103 | 3    |

Grup B
| CS | País         | Suïssa | Grècia | Estats Units | Regne Unit | V − D | Partits | Sets    | Jocs     | Pos. |
| 1  | Suïssa       |        | 1−2    | 2−1          | 3−0        | 2 − 1 | 6 − 3   | 14 − 6  | 97 − 76  | 1    |
| 4  | Grècia       | 2−1    |        | 2−1          | 1−2        | 2 − 1 | 5 − 4   | 10 − 11 | 105 − 96 | 2    |
| 6  | Estats Units | 1−2    | 1−2    |              | 1−2        | 0 − 3 | 3 − 6   | 9 − 13  | 86 − 99  | 4    |
| 7  | Regne Unit   | 0−3    | 2−1    | 2−1          |            | 2 − 1 | 4 − 5   | 11 − 13 | 77 − 96  | 3    |

#### Final
| · Alemanya · 1 | Perth Arena, Perth, Austràlia 5 de gener de 2019 Dura interior | Perth Arena, Perth, Austràlia 5 de gener de 2019 Dura interior     | · Suïssa · 2 |      |    |  |
| \| \| \| \| 1 \| 2 \| 3 \| \| \| - \| ----------------- \| ------------------------------------------------------------------ \| --- \| ---- \| -- \| \| \| 1 \| Alemanya · Suïssa \| Alexander Zverev Roger Federer \| 4 6 \| 2 6 \| \| \| \| 2 \| Alemanya · Suïssa \| Angelique Kerber Belinda Bencic \| 6 4 \| 7 6⁶ \| \| \| \| 3 \| Alemanya · Suïssa \| Angelique Kerber / Alexander Zverev Belinda Bencic / Roger Federer \| 0 4 \| 4 1 \| 34 \| \| |                                                                |                                                                    |              |      |    |  |
| |                                                                |                                                                    | 1            | 2    | 3  |  |
| 1 | Alemanya · Suïssa                                              | Alexander Zverev Roger Federer                                     | 4 6          | 2 6  |    |  |
| 2 | Alemanya · Suïssa                                              | Angelique Kerber Belinda Bencic                                    | 6 4          | 7 6⁶ |    |  |
| 3 | Alemanya · Suïssa                                              | Angelique Kerber / Alexander Zverev Belinda Bencic / Roger Federer | 0 4          | 4 1  | 34 |  |

| Copa Hopman 2019     |
| -------------------- |
| Suïssa · Quart títol |

## ATP Tour

### ATP Finals
- Classificats individuals:  Rafael Nadal,  Novak Đoković,  Roger Federer,  Daniil Medvedev,  Dominic Thiem,  Stéfanos Tsitsipàs,  Alexander Zverev i  Matteo Berrettini
- Classificats dobles:  Juan Sebastián Cabal /  Robert Farah,  Lukasz Kubot /  Marcelo Melo,  Kevin Krawietz /  Andreas Mies,  Rajeev Ram /  Joe Salisbury,  Raven Klaasen /  Michael Venus,  Jean-Julien Rojer /  Horia Tecău,  Pierre-Hugues Herbert /  Nicolas Mahut i  Ivan Dodig /  Filip Polášek

| Categoria  | Campions                            | Finalistes                  | Resultat            |
| ---------- | ----------------------------------- | --------------------------- | ------------------- |
| Individual | Stéfanos Tsitsipàs                  | Dominic Thiem               | 6−7(6), 6−2, 7−6(4) |
| Dobles     | Pierre-Hugues Herbert Nicolas Mahut | Raven Klaasen Michael Venus | 6−3, 6−4            |

### Next Gen ATP Finals
- Classificats:  Alex de Minaur,  Frances Tiafoe,  Ugo Humbert,  Casper Ruud,  Miomir Kecmanović,  Mikael Ymer,  Alejandro Davidovich Fokina i  Jannik Sinner

| Categoria  | Campió        | Finalista      | Resultat      |
| ---------- | ------------- | -------------- | ------------- |
| Individual | Jannik Sinner | Alex de Minaur | 4−2, 4−1, 4−2 |

### ATP World Tour Masters 1000
| Torneig      | Individual      | Individual         | Individual    | Dobles                              | Dobles                            | Dobles                 |
| Torneig      | Campió          | Finalista          | Resultat      | Campions                            | Finalistes                        | Resultat               |
| ------------ | --------------- | ------------------ | ------------- | ----------------------------------- | --------------------------------- | ---------------------- |
| Indian Wells | Dominic Thiem   | Roger Federer      | 3−6, 6−3, 7−5 | Nikola Mektić Horacio Zeballos      | Łukasz Kubot Marcelo Melo         | 4−6, 6−4, [10−3]       |
| Miami        | Roger Federer   | John Isner         | 6−1, 6−4      | Bob Bryan Mike Bryan                | Wesley Koolhof Stéfanos Tsitsipàs | 7−5, 7−6(8)            |
| Montecarlo   | Fabio Fognini   | Dušan Lajović      | 6−3, 6−4      | Nikola Mektić Franko Škugor         | Robin Haase Wesley Koolhof        | 6−7(3), 7−6(3), [11−9] |
| Madrid       | Novak Đoković   | Stéfanos Tsitsipàs | 6−3, 6−4      | Jean-Julien Rojer Horia Tecău       | Diego Schwartzman Dominic Thiem   | 6−2, 6−3               |
| Roma         | Rafael Nadal    | Novak Đoković      | 6−0, 4−6, 6−1 | Juan Sebastián Cabal Robert Farah   | Raven Klaasen Michael Venus       | 6−1, 6−3               |
| Mont-real    | Rafael Nadal    | Daniil Medvedev    | 6−3, 6−0      | Marcel Granollers Horacio Zeballos  | Wesley Koolhof Robin Haase        | 7−5, 7−5               |
| Cincinnati   | Daniil Medvedev | David Goffin       | 7−6(3), 6−4   | Ivan Dodig Filip Polášek            | Juan Sebastián Cabal Robert Farah | 4−6, 6−4, [10−6]       |
| Xangai       | Daniil Medvedev | Alexander Zverev   | 6−4, 6−1      | Mate Pavić Bruno Soares             | Łukasz Kubot Marcelo Melo         | 6−4, 6−2               |
| París        | Novak Đoković   | Denis Shapovalov   | 6−3, 6−4      | Pierre-Hugues Herbert Nicolas Mahut | Karén Khatxànov Andrei Rubliov    | 6−4, 6−1               |

## WTA Tour

### WTA Finals
- Classificades individuals:  Ashleigh Barty,  Karolína Plíšková,  Simona Halep,  Bianca Andreescu,  Naomi Osaka,  Petra Kvitová,  Elina Svitòlina i  Belinda Bencic
- Classificades dobles:  Hsieh Su-wei /  Barbora Strýcová,  Elise Mertens /  Arina Sabalenka,  Tímea Babos /  Kristina Mladenovic,  Gabriela Dabrowski /  Xu Yifan,  Chan Hao-ching /  Latisha Chan,  Samantha Stosur /  Zhang Shuai,  Barbora Krejčíková /  Kateřina Siniaková i  Anna-Lena Grönefeld /  Demi Schuurs

| Categoria  | Campiones                       | Finalistes                    | Resultat |
| ---------- | ------------------------------- | ----------------------------- | -------- |
| Individual | Ashleigh Barty                  | Elina Svitòlina               | 6−4, 6−3 |
| Dobles     | Tímea Babos Kristina Mladenovic | Hsieh Su-wei Barbora Strýcová | 6−1, 6−3 |

### WTA Elite Trophy
- Classificades individuals:  Kiki Bertens,  Sofia Kenin,  Madison Keys,  Arina Sabalenka,  Petra Martić,  Elise Mertens,  Alison Riske,  Donna Vekić,  Maria Sakkari,  Dayana Yastremska,  Karolína Muchová i  Zheng Saisai
- Classificades dobles:  Duan Yingying /  Yang Zhaoxuan,  Liudmila Kitxenok /  Andreja Klepač,  Darija Jurak /  Alicja Rosolska,  Oksana Kalashnikova /  Sofia Kenin,  Jiang Xinyu /  Tang Qianhui i  Wang Xinyu /  Zhu Lin

| Categoria  | Campiones                        | Finalistes                  | Resultat |
| ---------- | -------------------------------- | --------------------------- | -------- |
| Individual | Arina Sabalenka                  | Kiki Bertens                | 6−4, 6−2 |
| Dobles     | Liudmila Kitxenok Andreja Klepač | Duan Yingying Yang Zhaoxuan | 6−3, 6−3 |

### WTA Premier Tournaments
| Torneig        | Individual        | Individual                | Individual       | Dobles                                  | Dobles                                 | Dobles              |
| Torneig        | Campiona          | Finalista                 | Resultat         | Campiones                               | Finalistes                             | Resultat            |
| -------------- | ----------------- | ------------------------- | ---------------- | --------------------------------------- | -------------------------------------- | ------------------- |
| Brisbane       | Karolína Plísková | Lesia Tsurenko            | 4−6, 7−5, 6−2    | Nicole Melichar Květa Peschke           | Chan Hao-ching Latisha Chan            | 6−1, 6−1            |
| Sydney         | Petra Kvitová     | Ashleigh Barty            | 1−6, 7−5, 7−6(3) | Aleksandra Krunić Kateřina Siniaková    | Eri Hozumi Alicja Rosolska             | 6−1, 7−6(3)         |
| St. Petersburg | Kiki Bertens      | Donna Vekić               | 7−6(2), 6−4      | Margarita Gasparyan Iekaterina Makàrova | Anna Kalinskaya Viktória Kužmová       | 7−5, 7−5            |
| Doha           | Elise Mertens     | Simona Halep              | 3−6, 6−4, 6−3    | Chan Hao-ching Latisha Chan             | Anna-Lena Grönefeld Demi Schuurs       | 6−1, 3−6, [10−6]    |
| Dubai          | Belinda Bencic    | Petra Kvitová             | 6−3, 1−6, 6−2    | Hsieh Su-wei Barbora Strýcová           | Lucie Hradecká Iekaterina Makàrova     | 6−4, 6−4            |
| Indian Wells   | Bianca Andreescu  | Angelique Kerber          | 6−4, 3−6, 6−4    | Elise Mertens Arina Sabalenka           | Barbora Krejčíková Kateřina Siniaková  | 6−3, 6−2            |
| Miami          | Ashleigh Barty    | Karolína Plísková         | 7−6(1), 6−3      | Elise Mertens Arina Sabalenka           | Samantha Stosur Zhang Shuai            | 7−6(5), 6−2         |
| Charleston     | Madison Keys      | Caroline Wozniacki        | 7−6(5), 6−3      | Anna-Lena Grönefeld Alicja Rosolska     | Irina Khromacheva Veronika Kudermétova | 7−6(7), 6−2         |
| Stuttgart      | Petra Kvitová     | Anett Kontaveit           | 6−3, 7−6(2)      | Mona Barthel Anna-Lena Friedsam         | A. Pavliutxénkova Lucie Šafářová       | 2−6, 6−3, [10−6]    |
| Madrid         | Kiki Bertens      | Simona Halep              | 6−4, 6−4         | Hsieh Su-wei Barbora Strýcová           | Gabriela Dabrowski Xu Yifan            | 6−3, 6−1            |
| Roma           | Karolína Plísková | Johanna Konta             | 6−3, 6−4         | Viktória Azàrenka Ashleigh Barty        | Anna-Lena Grönefeld Demi Schuurs       | 4−6, 6−0, [10−3]    |
| Birmingham     | Ashleigh Barty    | Julia Görges              | 6−3, 7−5         | Hsieh Su-wei Barbora Strýcová           | Anna-Lena Grönefeld Demi Schuurs       | 6−4, 6−7(4), [10−8] |
| Eastbourne     | Karolína Plísková | Angelique Kerber          | 6−1, 6−4         | Chan Hao-ching Latisha Chan             | Kirsten Flipkens Bethanie Mattek-Sands | 2−6, 6−3, [10−6]    |
| San José       | Zheng Saisai      | Arina Sabalenka           | 6−3, 7−6(3)      | Nicole Melichar Květa Peschke           | Shuko Aoyama Ena Shibahara             | 6−4, 6−4            |
| Toronto        | Bianca Andreescu  | Serena Williams           | 3−1, retirada    | Barbora Krejčíková Kateřina Siniaková   | Anna-Lena Grönefeld Demi Schuurs       | 7−5, 6−0            |
| Cincinnati     | Madison Keys      | Svetlana Kuznetsova       | 7−5, 7−6(5)      | Lucie Hradecká Andreja Klepač           | Anna-Lena Grönefeld Demi Schuurs       | 6−4, 6−1            |
| Zhengzhou      | Karolína Plísková | Petra Martić              | 6−3, 6−2         | Nicole Melichar Květa Peschke           | Yanina Wickmayer Tamara Zidanšek       | 6−1, 7−6(2)         |
| Osaka          | Naomi Osaka       | Anastassia Pavliutxénkova | 6−2, 6−3         | Chan Hao-ching Latisha Chan             | Hsieh Su-wei Hsieh Yu-chieh            | 7−5, 7−5            |
| Wuhan          | Arina Sabalenka   | Alison Riske              | 6−3, 3−6, 6−1    | Duan Yingying Veronika Kudermétova      | Elise Mertens Arina Sabalenka          | 7−6(3), 6−2         |
| Pequín         | Naomi Osaka       | Ashleigh Barty            | 3−6, 6−3, 6−2    | Sofia Kenin Bethanie Mattek-Sands       | Jeļena Ostapenko Dayana Yastremska     | 6−3, 6−7(5), [10−7] |
| Moscou         | Belinda Bencic    | Anastassia Pavliutxénkova | 3−6, 6−1, 6−1    | Shuko Aoyama Ena Shibahara              | Kirsten Flipkens Bethanie Mattek-Sands | 6−2, 6−1            |